# Initiative de Mérida

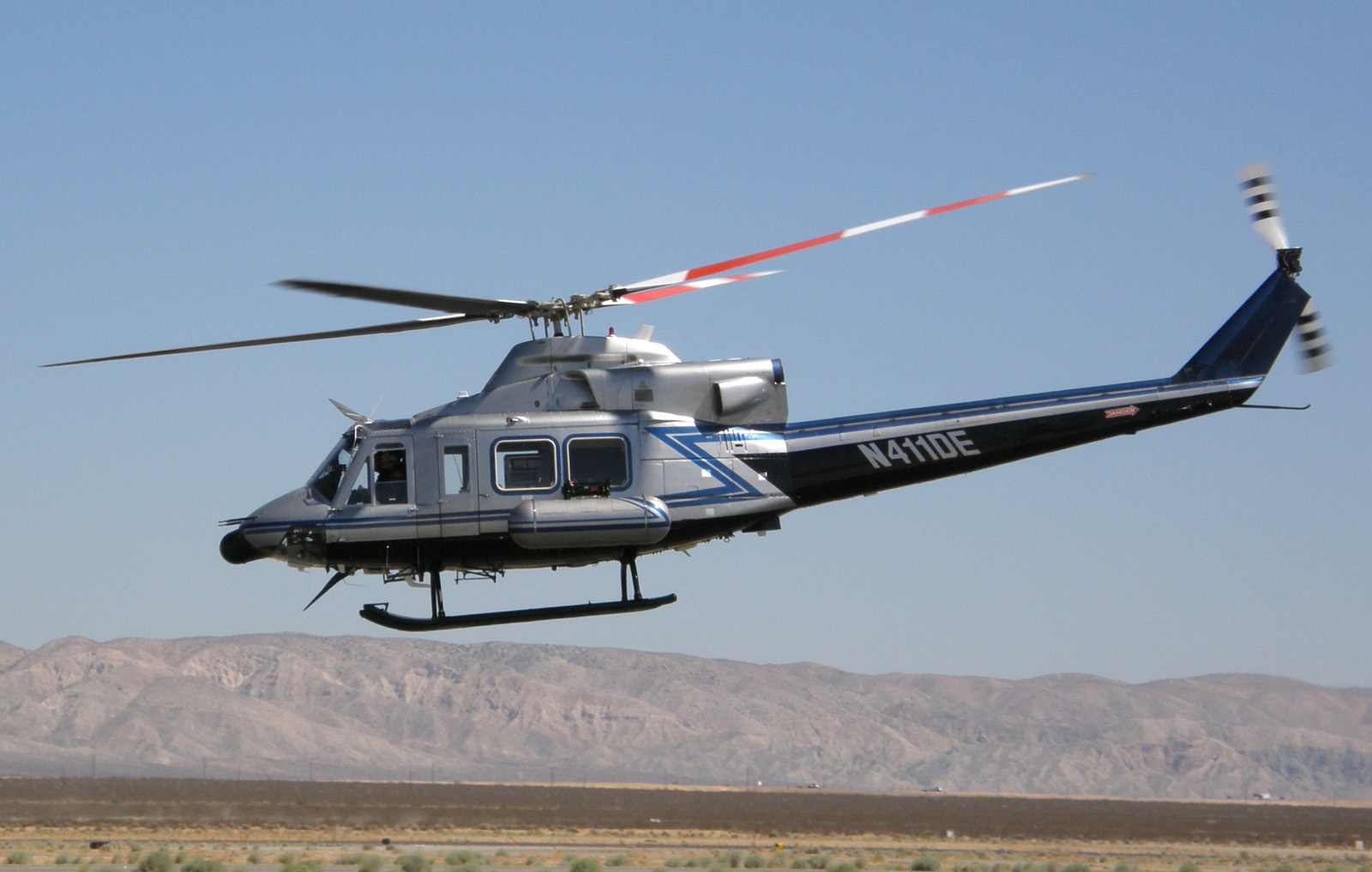
13 hélicoptères Bell 412 ont été vendus au Mexique par les États-Unis dans le cadre du plan Mérida (dont au moins cinq au secrétariat de la Défense nationale du Mexique).

L'initiative de Mérida est un projet d'aide extérieure des États-Unis à destination du Mexique et d'autres pays d'Amérique centrale et des Caraïbes. Lancé en octobre 2007 par le Congrès des États-Unis, ce plan, concrétisé par une loi du 30 juin 2008 promulguée sous l'administration Bush, prend place dans le cadre de la campagne des États-Unis contre l'usage de stupéfiants ainsi que les opérations armées au Mexique contre les narco-trafiquants, entamée en 2006 sous Felipe Calderón.
La majorité des fonds accordés visent à moderniser les forces militaires engagées dans les opérations contre le trafic de stupéfiants (près de 40 % des fonds accordés au Mexique sont versés aux forces armées), une minorité étant aussi versée afin de soutenir la réorganisation de la justice ou de sensibiliser les citoyens contre les stupéfiants. Dans ce cadre, une partie importante des fonds ne sort en fait jamais des États-Unis, puisqu'elle sert à acheter de l'équipement au complexe militaro-industriel des États-Unis, qui est ensuite transféré aux pays bénéficiaires du plan.
Le 8 septembre 2021, un nouvel accord bilatéral remplace cette initiative.

## Une création controversée
Les critiques désignent parfois ce projet comme le « plan Mexique », le comparant au plan Colombie qui a servi à soutenir les forces militaires voire paramilitaires dans la lutte contre les cartels. Un journaliste, Al Giordano, fondateur de Narco News, a noté que l'initiative était née dans un ranch près de Mérida, appartenant au magnat Roberto Hernández Ramírez, lui-même accusé par la presse locale d'implication dans le trafic de cocaïne. Ramírez avait en effet accueilli deux rencontres visant à organiser la coopération américano-mexicaine contre le trafic de stupéfiants, l'une en 1999, entre le président Bill Clinton et son homologue Ernesto Zedillo, et l'autre en 2007, entre George W. Bush et le président Felipe Calderón.
En août 2010, un Bureau permanent visant à coordonner l'initiative a été ouvert à Mexico.
L’accord s’est principalement montré bénéfique pour l’industrie de l’armement américaine. Il a également permis de justifier une intromission toujours plus accentuée des services de sécurité et de renseignement de Washington en territoire mexicain. L'accord est pour ces raisons critiqué par la gauche mexicaine, et l'accord de coopération est abandonné par le président mexicain Andrés Manuel Lopez Obrador en mai 2019, celui-ci souhaitant que l’aide américaine soit redirigée vers des projets de développement économique, notamment dans le sud-est du pays.

## Aide économique

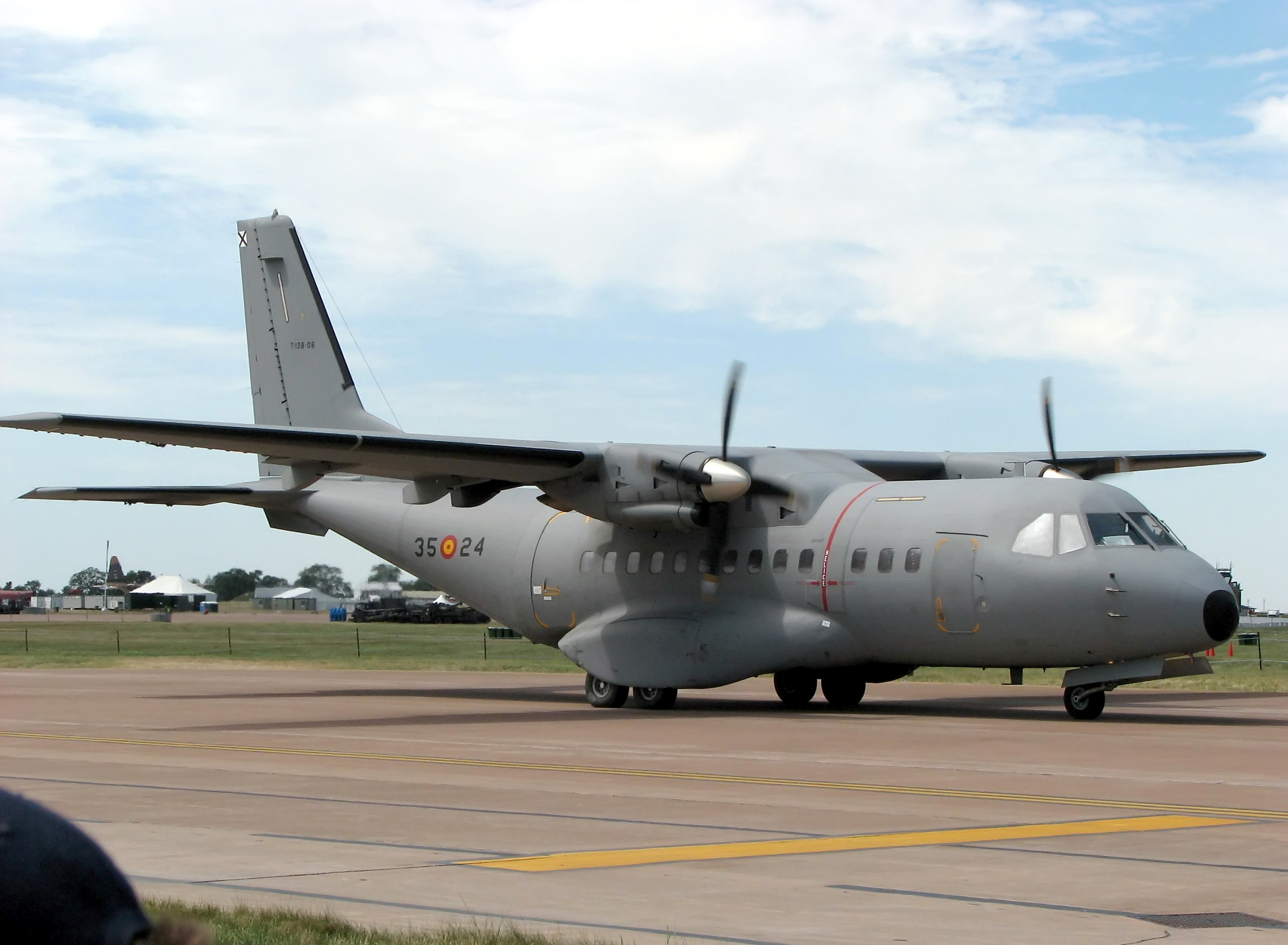
Quatre avions CASA CN-235 ont été vendus à la Marine mexicaine.

Le plan prévoyait une aide de 1,6 milliard de dollars sur trois ans (2007-2010) pour l'Amérique centrale et les Caraïbes afin de lutter contre le trafic de stupéfiants et ses opérations annexes (blanchiment d'argent, etc.). En mai 2009, le Congrès des États-Unis double le financement de ce plan.
Le Mexique est de loin le premier bénéficiaire de cet aide (plus de 400 millions de dollars dans un premier temps, mais au total 1,3 milliard doivent lui être versés). D'autres pays (le Belize, le Costa Rica, le Salvador, le Guatemala, Honduras, Nicaragua et le Panama) se partagent 65 millions de dollars, Haïti et la République dominicaine recevant aussi de l'aide. La distribution des fonds est supervisée par le département d'État et, en particulier, par le Bureau for International Narcotics and Law Enforcement Affairs.
Une partie des fonds sert aussi à lutter contre le trafic d'armes des États-Unis vers le Mexique, avec notamment la mise en place d'une version espagnole du logiciel de traçabilité eTrace (en). La plupart des armes tracées viennent du Texas et en particulier de Houston. Un accord a ainsi été signé en décembre 2008 lors du sommet du Système d'intégration centraméricain (CAIS) à Washington visant à étendre le programme eTrace aux pays membres du CAIS. Des équipements comme des scanners ou des vans utilisant la technologie du scanner à rayons X (similaire aux scanners corporels) sont aussi délivrés aux Mexicains. En 2011, l'opération Fast and Furious menée par le Bureau of Alcohol, Tobacco, Firearms and Explosives (AFT) fit l'objet d'une enquête parlementaire, l'ATF étant accusée d'avoir observé sans l'empêcher un trafic d'armes d'envergure, contrôlé notamment par le cartel de Sinaloa.
Les fonds financent aussi la U.S. Strategy to Combat Criminal Gangs, qui prévoit un ensemble de mesures afin de coordonner les activités internationales contre les gangs, avec notamment la création d'unités spéciales anti-gant au Honduras, Salvador et Guatemala.
L'initiative finance aussi un programme mexicain de formation des policiers (plus de 4 300 policiers fédéraux formés, avec l'aide d'instructeurs américains et d'autres nationalités, à l'Académie de San Luis, Potosi), ainsi qu'un programme de formation des surveillants de prison, situé à l'académie de Xalapa (Veracruz). La Financial Intelligence Unit (FIU) du Mexique, chargée de la lutte contre le blanchiment, est également financée par ce programme, le département de la Sécurité intérieure et de la Justice étant responsables de ce volet. Le contrôle des frontières, notamment de la frontière américano-mexicaine, mais aussi entre le Mexique et le Guatemala (instauration de documents biométriques pour les voyageurs fréquents), est aussi un volet important du plan.
|      | Mexique                 | Amérique centrale, Haïti et République dominicaine |
| ---- | ----------------------- | -------------------------------------------------- |
| 2007 | 400 millions de dollars | 65 millions de dollars                             |
| 2008 | 300 millions de dollars | 110 millions de dollars                            |
| 2009 | 420 millions de dollars | ?                                                  |
| 2010 | 450 millions de dollars | 100 millions de dollars                            |

### Aide à la Marine mexicaine
Une partie importante de l'argent sert à financer des achats d'équipement militaire ou à former les militaires. Ainsi, de 2007 à 2010, la Marine mexicaine, en première ligne dans les opérations contre les narco-trafiquants et soutenue par ailleurs par la DEA, a reçu 310 millions de dollars dans le cadre du plan approuvé par le Congrès américain, qui ont servi entre autres à acheter des avions de surveillance ainsi que des hélicoptères Black Hawk. Les télégrammes de la diplomatie américaine publiés par Wikileaks en novembre-décembre 2010 montrent l'aide confidentielle apportée par la DEA aux Marines mexicains. Officiellement niée par les deux États respectifs, cette aide (formation et transmission de renseignement) poursuit ainsi le plan Mérida. Elle a notamment permis à la Marine de retrouver et de tuer Arturo Beltrán Leyva (en) en décembre 2009 puis Tony Tormenta, tué en novembre 2010 à Matamoros.

## Initiative dans les Caraïbes
Lors du 5e Sommet des Amériques (avril 2009), plusieurs pays d'Amérique centrale et des Caraïbes ont fait part de leurs craintes que le conflit au Mexique ne fasse tache d'huile et ont demandé une aide similaire. Ceci a donné lieu à la Caribbean Basin Security Initiative (CBSI), modelé sur l'initiative de Mérida.